# Вишнякова, Елена Петровна
Еле́на Петро́вна Вишняко́ва (1886, Российская империя ― 18 мая 1969, Йошкар-Ола, Марийская АССР, РСФСР, СССР) ― русский советский педагог. Заслуженный учитель школы РСФСР (1951). Кавалер ордена Ленина (1949).

## Биография
Родилась в 1886 году в Российской империи.
В 1905 году окончила Яранскую женскую гимназию Вятской губернии.
Затем работала учителем начальных классов в с. Морки, с. Русский Уртем  (ныне Моркинский район Марий Эл), д. Юшково Царевококшайского уезда Казанской губернии (ныне Медведевский район Марий Эл). С 1931 года – учитель в школах № 1 и № 10 г. Йошкар-Олы Марийской АССР.
Активно занималась общественной деятельностью: была членом Совета по народному образованию при Министерстве просвещения Марийской АССР, активно участвовала в работе методического объединения учителей г. Йошкар-Олы, была наставником для молодых педагогов, проводила для них открытые уроки.
За вклад в развитие образования и просвещения в Марийском крае в 1951 году ей присвоено почётное звание «Заслуженный учитель школы РСФСР». Награждена орденом Ленина, медалями и Почётной грамотой Президиума Верховного Совета Марийской АССР. 
Скончалась 18 мая 1969 года в Йошкар-Оле.

## Признание заслуг
- Заслуженный учитель школы РСФСР (1951)[1][2][3]
- Заслуженный учитель школы Марийской АССР (1941)[1][2][3]
- Нагрудный знак «Отличник народного просвещения РСФСР»[4]
- Орден Ленина (1949)[1][2][3]
- Медаль «За доблестный труд в Великой Отечественной войне 1941—1945 гг.»
- Почётная грамота Президиума Верховного Совета Марийской АССР (1941)[1][2][3]